# Horatio Alger, Jr.
Horatio Alger, Jr. (født 13. januar 1832, død 18. juli 1899) var en amerikansk forfatter. Han blev født i Chelsea, Massachusetts. Han graduerede fra Harvard. Han skrev ca. 100 romaner for drenge. Hans mest berømte bog er Ragged Dick (1867). Han døde i South Natick, Massachusetts.